# 阿奇博尔德·斯廷奇科姆
阿奇博尔德·斯廷奇科姆（英語：Archibald Stinchcombe，1912年11月17日—1994年11月3日），英国男子冰球运动员。他曾代表英国国家队参加1936年和1948年冬季奥林匹克运动会冰球比赛，其中1936年冬季奥运会获得一枚金牌。